# Cristian Rossi
Cristian Rossi (* 5. September 1991 in Codogno, Italien) ist ein italienischer Radrennfahrer.
2011 gewann er die Trofeo Romano Ballerini - Trofeo Moscolari und konnte mit dem Sieg beim Circuito del Porto seinen ersten Erfolg auf der UCI Europe Tour feiern.

## Erfolge
2011
- Circuito del Porto

## Teams
- 2010 Casati NGC Perrel
- 2011 Casati Named
- 2012 Casati - MI Impianti
- 2013 Petroli Firenze Wega Contech